# 越佐村
越佐村（こっさむら）は、かつて岐阜県郡上郡に存在した村である。
現在の郡上市白鳥町越佐などに該当する。

## 歴史
- 1889年（明治22年）7月1日 - 町村制により越佐村が発足。
- 1897年（明治30年）4月1日 - 白鳥村、為真村、大島村、中津屋村と合併し、上保村が発足。同日越佐村は廃止。

## 教育
- 白鳥尋常小学校越佐分教場
  - 1900年に上保尋常小学校（現・郡上市立白鳥小学校）越佐分教場となり、1906年に廃校。